# Piano (Alta Córsega)
Piano é uma comuna francesa na região administrativa de Córsega, no departamento da Alta Córsega. Estende-se por uma área de 3,41 km². 